# Коляда, Николай Фёдорович
Николай Фёдорович Коляда (род. 18 февраля 1962, с. Коляды, СССР — умер 20 августа 2016, Киев, Украина) — советский и украинский хоккеист, центральный нападающий.

## Биография

### Образование
Среднее образование:  Пришибская средняя школа Шишацкого района Полтавской обл. (1969—1977) и Киевское судостроительное училище № 10 при заводе «Ленинская кузница» (1977—1980). В 1990 году окончил  Киевский государственный институт физической культуры по специальности «Тренер-педагог».

### Трудовая деятельность
Служба в рядах Советской армии (военно-воздушные силы): 1981—1983; Завод «Ленинская Кузница» — 1983; Национальный банк УССР, в составе 7-го отделения специализированной военной охраны Минфина УССР — 1984; Броварской райсовет ДСО «Колос» (инструктор по спорту) — 1985; Руководитель хоккейной команды «Дарница»: 1985—1990; Детский тренер в СДЮШОР «Льдинка»: 1989—1990; Дарницкое управления жилищного хозяйства (педагог организатор спортивно-массовой работы) — 1990; Основатель и президент хоккейного клуба  «АТЭК» Киев: 1994—2009.

### Спортивная деятельность
Воспитанник киевской хоккейной ДЮСШ «Красный Экскаватор». Первые тренеры: Алешин В. А., Крылов Ю. Д., Губарев Ю. П., Юдин А., Гольцев Б. П. Выступал за «Машиностроитель» Киев, «Корд» Щёкино,  «Легия» Варшава,  «АТЭК» Киев.

## Достижения
- Чемпион Украины (2007)
- Серебряный призёр чемпионата Украины (1995)
- Бронзовый призёр чемпионатов Украины (1997, 2003, 2004, 2009)
- Лучший бомбардир чемпионатов Украины (1995, 1997, 2003, 2004, 2005)
- Победитель и серебряный призёр Спартакиады Украины (1994, 2003)
- Участник  «Кубка Федерации — ИИХФ» (1995, 2008)

Его сын Николай Коляда — воспитанник СДЮШОР ХК «Локомотив» Ярославль, тоже профессиональный хоккеист.